# توروپ ون اورمان
توروپ ون اورمان (انگلیسی: Thurop Van Orman؛ زادهٔ ۲۶ آوریل ۱۹۷۶) کارگردان، نویسنده، تهیه‌کننده، نقاش کارتون، پویانما و صداپیشه تلویزیون اهل ایالات متحده آمریکا است. او برای خلق سریال انیمیشنی فلپ‌جک شناخته شده‌است که در آن گویندهٔ صدای فلپ‌جک نیز هست. وی از سال ۲۰۰۰ میلادی تاکنون مشغول فعالیت بوده‌است.